# トミー・レフェル
トミー・レフェル（Tommy Reffell、1999年4月27日 - ）は、ウェールズのラグビー選手。イングランドプレミアシップのレスター・タイガースに所属している。

## 略歴
4歳で地元ウェールズのクラブ、ペンコードRFCでラグビーを始める。ウェールズのオスプリーズのU16チームに所属した後、15歳でイングランドのレスター・タイガースに入団した。
2017年11月10日、アングロ・ウェルシュカップのバース戦で、レスター・タイガース公式戦デビューを果たす。
U18ウェールズ代表とU20ウェールズ代表の両方で、キャプテンを務めた。
2022年5月、ウェールズ代表の南アフリカ遠征メンバーに選出される。同年7月2日、南アフリカ共和国代表戦で、代表初キャップを獲得。翌週7月9日の試合では、南アフリカ共和国代表に対してウェールズ代表は歴史的初勝利をおさめ、レフェルはマン・オブ・ザ・マッチに選ばれた。 
2023年、ラグビーワールドカップ2023（フランス大会）に出場。